# 土嶺雄一
土嶺 雄一（つちみね ゆういち、1985年8月12日 - ）は、埼玉県吉見町出身のバスケットボール選手である。ポジションはポイントガード。172cm、74kg。日本、アメリカで活躍した。

## 来歴
- 京北高校を経て、南イリノイ大学新潟校（現在は廃校）に進学。
- その後、新潟アルビレックスA2でのプレーを経て渡米。
- 2006年にアメリカの独立リーグ、IBLのPortland Chinooksのトライアウトに合格。
- 2007年、シーズンを通してプレー、西地区優勝を経験。
- 2008年シーズンも引き続きPortland Chinooksでのプレー。